# Deltocephalus obliteratus
Deltocephalus obliteratus är en insektsart som beskrevs av Franz Xaver Fieber 1869. Deltocephalus obliteratus ingår i släktet Deltocephalus och familjen dvärgstritar. Inga underarter finns listade i Catalogue of Life.